# Théâtre municipal de Sainte-Marie-aux-Mines
Le théâtre municipal de Sainte-Marie-aux-Mines est un monument historique situé à Sainte-Marie-aux-Mines, dans le département français du Haut-Rhin.

## Localisation
Ce bâtiment est situé au 2, rue Osmont à Sainte-Marie-aux-Mines.

## Historique

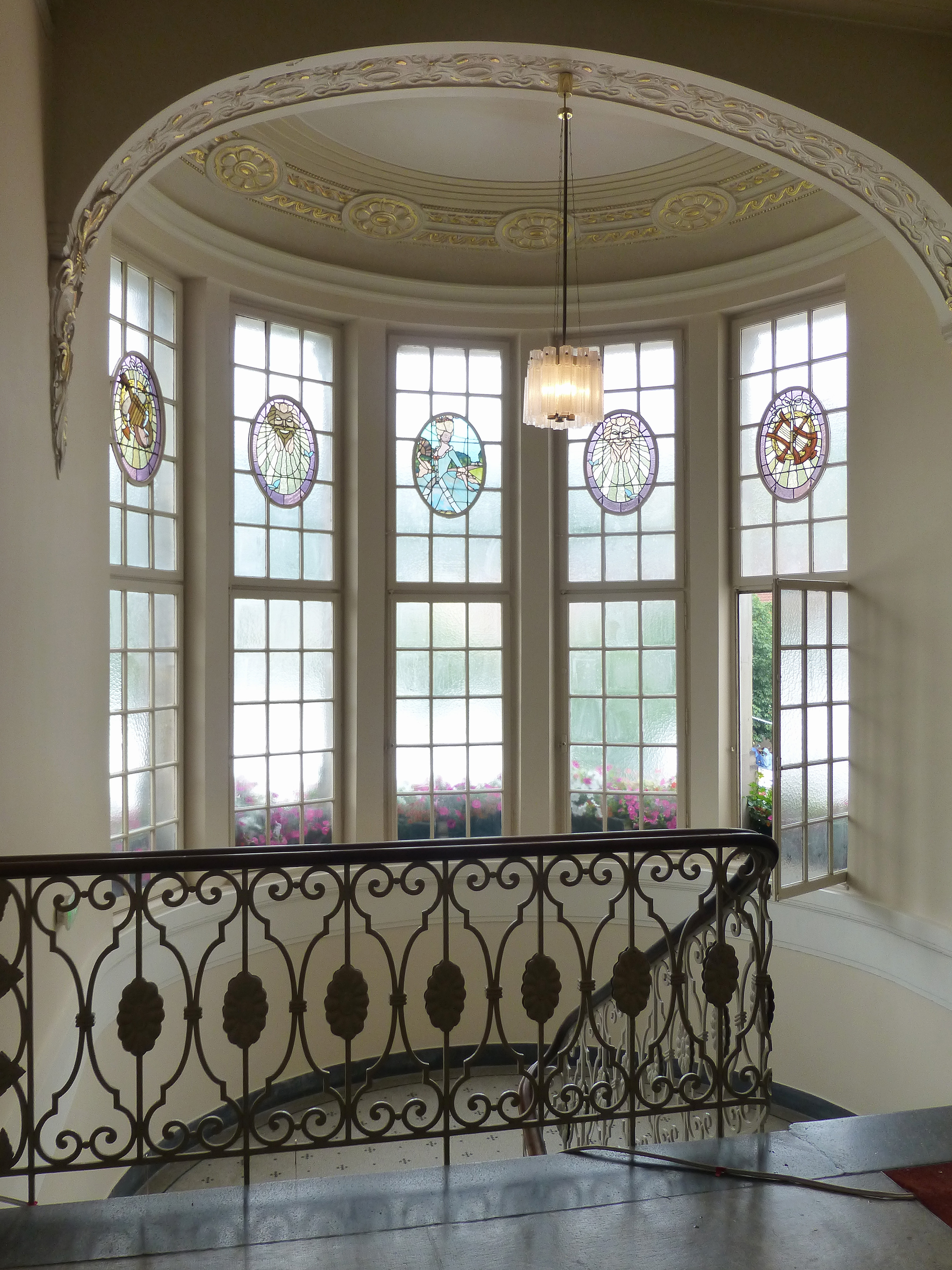
Cage d'escalier

L'édifice fait l'objet d'une inscription au titre des monuments historiques depuis 1987.

## Architecture
Gustave Oberthür, célèbre architecte strasbourgeois, a construit ce théâtre de 1906 à 1908.